# نادي بارتيزان لكرة السلة للنساء
نادي بارتيزان لكرة السلة للسيدات (بالصربية: ЖКК Партизан) هو فريق كرة سلة صربي للسيدات تأسس في سنة 1953 يقع مقره في بلغراد. ينافس في الدوري الصربي لكرة السلة للسيدات والدوري الأدرياتيكي للسيدات.

## الإنجازات

### المحلية
- الدوري اليوغوسلافي لكرة السلة للسيدات:
  - الفوز (3) : 1984، 1985، 1986
- الدوري الصربي لكرة السلة للسيدات:
  - الفوز (4) : 2010، 2011، 2012، 2013
- كأس يوغوسلافيا لكرة السلة للسيدات:
  - الفوز (2) : 1985، 1986

### دولية
- الدوري الأدرياتيكي للسيدات:
  - الفوز (2) : 2012، 2013